# Norra Bačka

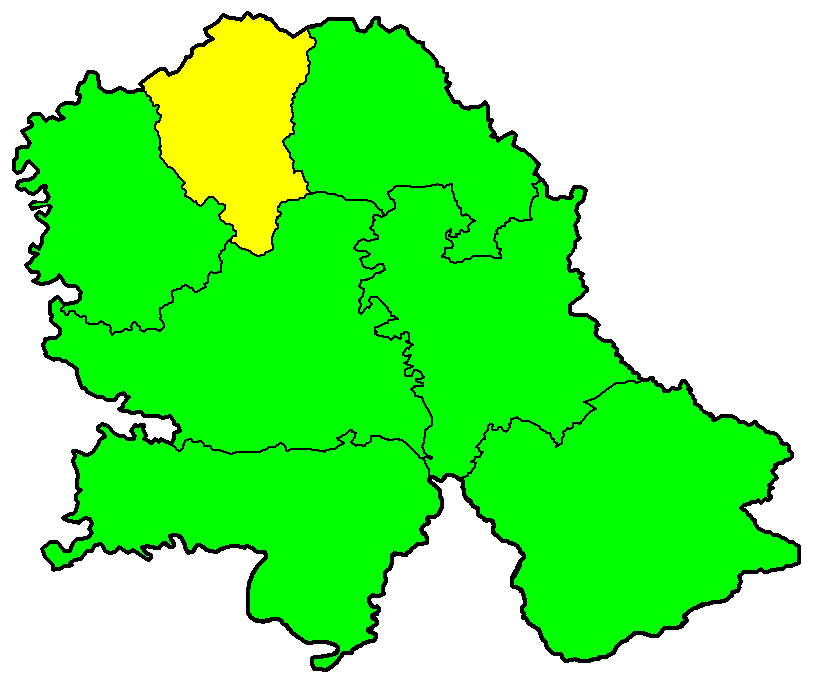
Norra Bačka i Vojvodina

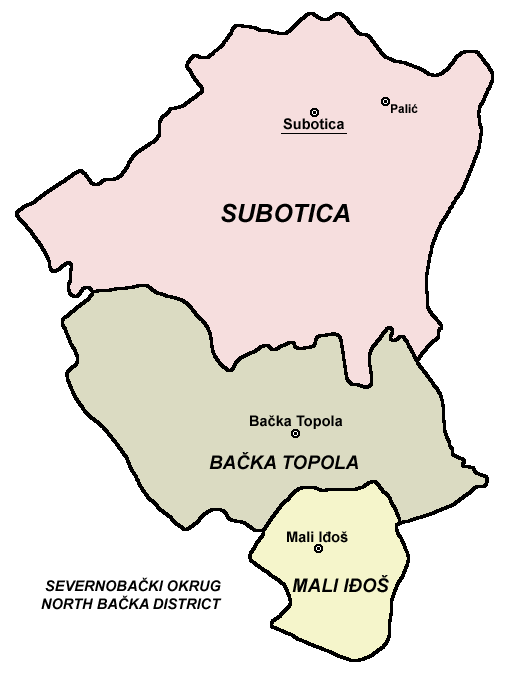

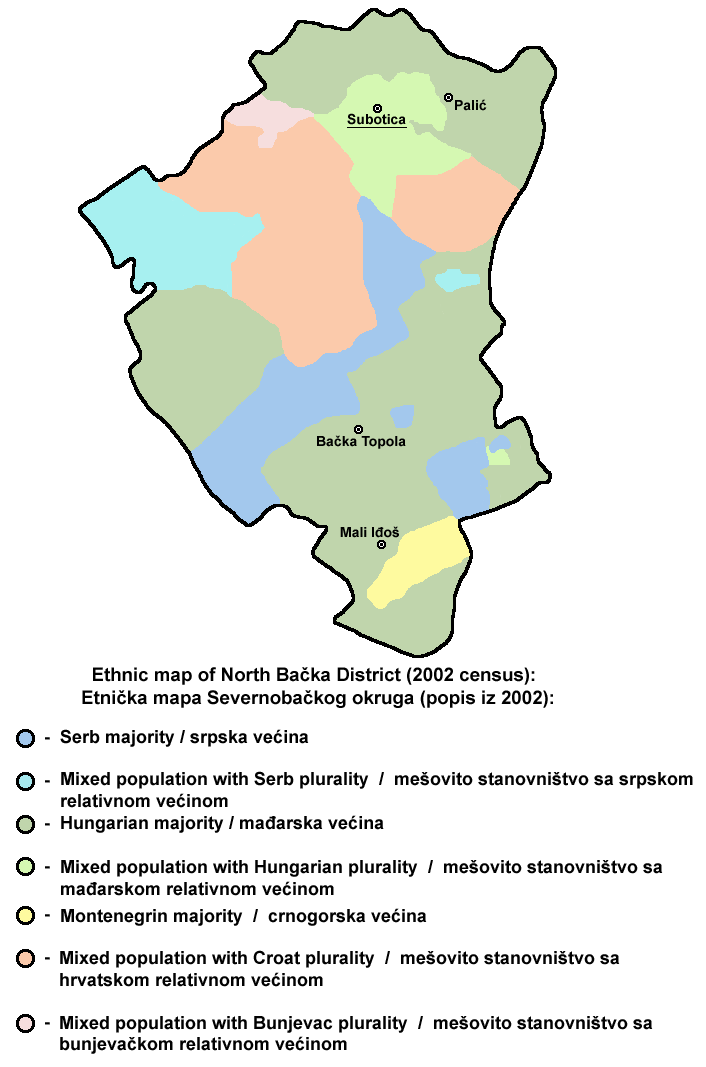

Norra Bačka (serb. Севернобачки округ eller Severnobački okrug, ung. Észak Bácskai Körzet) är ett distrikt i Vojvodina, i nordligaste delen av Serbien. 
Distriktet består av 45 orter varav 42 byar och har 200 140 invånare (2002). Distriktets area är 1 784 km². Den största staden och distriktets säte är Subotica. Övriga två städer är Bačka Palanka och Palić.

## Administrativ indelning
Södra Banat består av följande tre kommuner:
- Subotica (Суботица, ung. Szabadka)
- Bačka Topola (Бачка Toпола, ung. Topolya)
- Mali Iđoš (Мали Иђош, ung. Kishegyes)

## Demografi
Folkgrupper 2002:
- Ungrare - 87 181 (43,56%)
- Serber - 49 637 (24,80%)
- Kroater - 17 227 (8,60%)
- Jugoslaver - 9 488 (4,74%)
- Bunjevci - 16 454 (8,22%)
- Montenegriner - 5 219 (2,60%)
- övriga.